# 珠洲中継局
珠洲中継局（すずちゅうけいきょく）は、石川県鳳珠郡能登町に置かれているテレビ放送とFMラジオ放送の中継局。ここでは、珠洲局に併設されていた七尾灘浦テレビ中継局、珠洲市内に置かれていて、全国に先駆けて行われた完全地デジ化に伴い2010年に廃止された珠洲若山・珠洲東若山・珠洲大谷・珠洲狼煙・珠洲三崎・珠洲鈴内・珠洲森腰テレビ中継局についても記載する。

## 珠洲テレビ・FM中継局

### デジタルテレビ放送
| リモコン 番号 | 放送局名           | チャンネル 番号 | 空中線 電力 | ERP  | 偏波面   | 放送対象 地域 | 放送区域 内世帯数 | 運用開始日      |
| ------------- | ------------------ | --------------- | ----------- | ---- | -------- | ------------- | ----------------- | --------------- |
| 1             | NHK 金沢総合       | 33              | 30W         | 580W | 水平偏波 | 石川県        | 8,596世帯         | 2007年 12月10日 |
| 2             | NHK 金沢教育       | 31              | 30W         | 580W | 水平偏波 | 全国          | 8,596世帯         | 2007年 12月10日 |
| 4             | KTK テレビ金沢     | 37              | 30W         | 610W | 水平偏波 | 石川県        | 8,596世帯         | 2007年 12月10日 |
| 5             | HAB 北陸朝日放送   | 25              | 30W         | 610W | 水平偏波 | 石川県        | 8,596世帯         | 2007年 12月10日 |
| 6             | MRO 北陸放送       | 14              | 30W         | 610W | 水平偏波 | 石川県        | 8,596世帯         | 2007年 12月10日 |
| 8             | ITC 石川テレビ放送 | 16              | 30W         | 610W | 水平偏波 | 石川県        | 8,596世帯         | 2007年 12月10日 |

- 所在地： 鳳珠郡能登町字明野[4][5][6][7]
- 放送区域：七尾市、珠洲市、鳳珠郡能登町の各一部[5][7]
- 2007年10月30日に予備免許交付[4][5]、12月6日に本免許が交付され[6][7]、12月10日に本放送を開始した[1][2][3]。
- 中継局施設はNHKは単独（デジタルテレビ・FM共用）。民放は全局で共同使用。
- 出力はアナログ出力換算で300W相当の30Wと実質1.5倍の増力になっている。これは、珠洲市内の中継局の統合を兼ねていたためである。

### アナログテレビ放送
| チャンネル 番号 | 放送局名           | 空中線 電力        | ERP                   | 偏波面   | 放送対象地域 | 放送区域 内世帯数 | 運用開始日      |
| --------------- | ------------------ | ------------------ | --------------------- | -------- | ------------ | ----------------- | --------------- |
| 4               | NHK 金沢総合       | 映像25W/ 音声6.25W | 映像500W/ 音声125W    | 垂直偏波 | 石川県       | 約7,500世帯       | 1963年 11月1日  |
| 6               | MRO 北陸放送       | 映像25W/ 音声6.25W | 映像440W/ 音声110W    | 垂直偏波 | 石川県       | 約7,500世帯       | 1963年 11月1日  |
| 8               | NHK 金沢教育       | 映像25W/ 音声6.25W | 映像490W/ 音声120W    | 垂直偏波 | 全国         | 約7,500世帯       | 1963年 11月1日  |
| 22 → 41         | KTK テレビ金沢     | 映像200W/ 音声50W  | 映像4.6kW/ 音声1.15kW | 水平偏波 | 石川県       | 約7,500世帯       | -               |
| 20 → 43         | HAB 北陸朝日放送   | 映像200W/ 音声50W  | 映像4.6kW/ 音声1.15kW | 水平偏波 | 石川県       | 約7,500世帯       | -               |
| 47              | ITC 石川テレビ放送 | 映像200W/ 音声50W  | 映像3.5kW/ 音声880W   | 水平偏波 | 石川県       | 約7,500世帯       | 1970年 11月26日 |

- 所在地： デジタルテレビ放送に同じ
- 2010年7月24日をもってすべて廃止された（詳細については、珠洲市#アナログテレビジョン放送終了リハーサル、および2011年問題 (日本のテレビジョン放送)#移行後の問題をそれぞれ参照のこと）。

### FMラジオ放送
| 周波数 （MHz） | 放送局名                | 空中線 電力 | ERP  | 偏波面   | 放送対象地域 | 放送区域 内世帯数 | 運用開始日                     |
| -------------- | ----------------------- | ----------- | ---- | -------- | ------------ | ----------------- | ------------------------------ |
| 76.7           | MRO 北陸放送            | 100W        | 110W | 垂直偏波 | 石川県       | -                 | 2018年 11月1日                 |
| 81.9           | HELLO FIVE エフエム石川 | 100W        | 112W | 垂直偏波 | 石川県       | -                 | -                              |
| 83.2           | NHK 金沢FM              | 100W        | 115W | 垂直偏波 | 石川県       | -                 | 1969年3月1日 （1967年3月25日） |

- 所在地： デジタルテレビ放送に同じ
- 運用開始日の括弧内は実用化試験局の開始日。
- エフエム石川の中継局は開局当初、ITCのアナログ中継局に併設していたが、次項にも詳述されているとおり、アナログテレビ放送終了に伴い局単独施設となった。

### アナログ放送先行停波までの過程
珠洲市は、テレビジョン放送の完全デジタル化に於いて、その影響を調べるためのリハーサル事業実施に際し、実施地域に名乗りを挙げ採択された。
- 2009年
  - 5月29日 - デジサポ珠洲開所。
  - 7月24日 - テレビ完全デジタル化2年前。これに関連してNHKが10時台に特番を放送したのに合わせ、10時から11時までの1時間、ブルーバック方式でアナログ放送を一時停止。なお停波の影響を完全に受けた世帯は、デジタル受信やケーブルテレビ加入により、約1千数百世帯ほどであった。
- 2010年
  - 1月22日 - 正午から丸2日（48時間）、NHK2波は2年前リハーサルと同じブルーバック方式でアナログ放送を休止。また民放4社に至っては、アナログ波送信機の電源を落とすことによる完全停波を行う。なおNHKを完全停波としない理由は、災害対策基本法に基づく義務により緊急報道に備えるためであった。この時、NHKの2つのチャンネルでは「ただいまアナログ放送を休止しています。MRO、ITC、KTK、HABは電波を停止しています。地上デジタル放送をご覧ください」と表示されていた。
  - 7月24日 - 珠洲市内の7中継局とともに正午をもって全局のアナログ送信機電源を落とし（砂嵐映像となる）、アナログ放送完全終了。全国における実施より1年前倒しの形となる。またこれに併せ、珠洲市営の多目的ホール「ラポルトすず」で、完全デジタル化を祝う式典「日本全国 地デジカ大作戦〜地上・BS完全デジタル移行まったなし1年前の集い〜」が開かれ、停波の瞬間を見届けた。
  - 8月31日 - デジサポ珠洲閉所（デジサポ石川に事実上統合される）。

## 七尾灘浦テレビ中継局

### アナログテレビ放送
| チャンネル 番号 | 放送局名           | 空中線 電力       | ERP | 偏波面   | 放送対象地域 | 放送区域 内世帯数 | 運用開始日 |
| --------------- | ------------------ | ----------------- | --- | -------- | ------------ | ----------------- | ---------- |
| 22 → 41         | KTK テレビ金沢     | 映像30W/ 音声7.5W | -   | 水平偏波 | 石川県       | 887世帯           | -          |
| 20 → 43         | HAB 北陸朝日放送   | 映像30W/ 音声7.5W | -   | 水平偏波 | 石川県       | 887世帯           | -          |
| 26 → 45         | MRO 北陸放送       | 映像30W/ 音声7.5W | -   | 水平偏波 | 石川県       | 887世帯           | -          |
| 24 → 47         | ITC 石川テレビ放送 | 映像30W/ 音声7.5W | -   | 水平偏波 | 石川県       | 887世帯           | -          |
| 18 → 49         | NHK 金沢総合       | 映像30W/ 音声7.5W | -   | 水平偏波 | 石川県       | 887世帯           | -          |
| 16 → 51         | NHK 金沢教育       | 映像30W/ 音声7.5W | -   | 水平偏波 | 全国         | 887世帯           | -          |

- 所在地： 珠洲テレビ・FM中継局に同じ
- 2011年7月24日をもってすべて廃止された（地上デジタル放送は、珠洲テレビ・FM中継局のエリア拡大で対応）。

## 珠洲市内テレビ中継局

### アナログテレビ放送
| チャンネル 番号        | 放送局名           | 空中線 電力          | ERP                 | 偏波面   | 放送対象地域 | 放送区域 内世帯数 | 運用開始日 |
| ---------------------- | ------------------ | -------------------- | ------------------- | -------- | ------------ | ----------------- | ---------- |
| 珠洲若山テレビ中継局   |                    |                      |                     |          |              |                   |            |
| 51                     | NHK 金沢教育       | 映像10W/ 音声2.5W    | 映像62W/ 音声15.5W  | 垂直偏波 | 全国         | -                 | -          |
| 53                     | NHK 金沢総合       | 映像10W/ 音声2.5W    | 映像62W/ 音声15.5W  | 垂直偏波 | 石川県       | -                 | -          |
| 58                     | MRO 北陸放送       | 映像10W/ 音声2.5W    | 映像62W/ 音声15.5W  | 垂直偏波 | 石川県       | -                 | -          |
| 60                     | ITC 石川テレビ放送 | 映像10W/ 音声2.5W    | 映像62W/ 音声15.5W  | 垂直偏波 | 石川県       | -                 | -          |
| 珠洲鈴内テレビ中継局   |                    |                      |                     |          |              |                   |            |
| 27                     | ITC 石川テレビ放送 | 映像1W/ 音声250mW    | 映像3.1W/ 音声770mW | 水平偏波 | 石川県       | -                 | -          |
| 39                     | MRO 北陸放送       | 映像1W/ 音声250mW    | 映像3W/ 音声750mW   | 水平偏波 | 石川県       | -                 | -          |
| 45                     | NHK 金沢総合       | 映像1W/ 音声250mW    | 映像3W/ 音声750mW   | 水平偏波 | 石川県       | -                 | -          |
| 49                     | NHK 金沢教育       | 映像1W/ 音声250mW    | 映像3W/ 音声750mW   | 水平偏波 | 全国         | -                 | -          |
| 珠洲東若山テレビ中継局 |                    |                      |                     |          |              |                   |            |
| 52                     | NHK 金沢教育       | 映像1W/ 音声250mW    | 映像3.9W/ 音声970mW | 水平偏波 | 全国         | -                 | -          |
| 54                     | NHK 金沢総合       | 映像1W/ 音声250mW    | 映像3.9W/ 音声970mW | 水平偏波 | 石川県       | -                 | -          |
| 57                     | MRO 北陸放送       | 映像1W/ 音声250mW    | 映像3.9W/ 音声970mW | 水平偏波 | 石川県       | -                 | -          |
| 59                     | ITC 石川テレビ放送 | 映像1W/ 音声250mW    | 映像3.9W/ 音声970mW | 水平偏波 | 石川県       | -                 | -          |
| 珠洲大谷テレビ中継局   |                    |                      |                     |          |              |                   |            |
| 39                     | ITC 石川テレビ放送 | 映像1W/ 音声250mW    | 映像4.9W/ 音声1.2W  | 水平偏波 | 石川県       | -                 | -          |
| 41                     | MRO 北陸放送       | 映像1W/ 音声250mW    | 映像4.9W/ 音声1.2W  | 水平偏波 | 石川県       | -                 | -          |
| 43                     | NHK 金沢総合       | 映像1W/ 音声250mW    | 映像4.9W/ 音声1.2W  | 水平偏波 | 石川県       | -                 | -          |
| 45                     | NHK 金沢教育       | 映像1W/ 音声250mW    | 映像4.9W/ 音声1.2W  | 水平偏波 | 全国         | -                 | -          |
| 珠洲三崎テレビ中継局   |                    |                      |                     |          |              |                   |            |
| 52                     | NHK 金沢教育       | 映像1W/ 音声250mW    | 映像13W/ 音声3.2W   | 水平偏波 | 全国         | -                 | -          |
| 54                     | NHK 金沢総合       | 映像1W/ 音声250mW    | 映像13W/ 音声3.2W   | 水平偏波 | 石川県       | -                 | -          |
| 57                     | MRO 北陸放送       | 映像1W/ 音声250mW    | 映像13W/ 音声3.2W   | 水平偏波 | 石川県       | -                 | -          |
| 59                     | ITC 石川テレビ放送 | 映像1W/ 音声250mW    | 映像13W/ 音声3.2W   | 水平偏波 | 石川県       | -                 | -          |
| 珠洲狼煙テレビ中継局   |                    |                      |                     |          |              |                   |            |
| 25 → 39                | MRO 北陸放送       | 映像1W/ 音声250mW    | 映像7.6W/ 音声1.9W  | 水平偏波 | 石川県       | 約350世帯         | -          |
| 33 → 46                | NHK 金沢教育       | 映像1W/ 音声250mW    | 映像7.6W/ 音声1.9W  | 水平偏波 | 全国         | 約350世帯         | -          |
| 31 → 48                | NHK 金沢総合       | 映像1W/ 音声250mW    | 映像7.6W/ 音声1.9W  | 水平偏波 | 石川県       | 約350世帯         | -          |
| 27 → 62                | ITC 石川テレビ放送 | 映像1W/ 音声250mW    | 映像7.6W/ 音声1.9W  | 水平偏波 | 石川県       | 約350世帯         | -          |
| 珠洲森腰テレビ中継局   |                    |                      |                     |          |              |                   |            |
| 38                     | ITC 石川テレビ放送 | 映像500mW/ 音声125mW | 映像3.4W/ 音声850mW | 水平偏波 | 石川県       | -                 | -          |
| 40                     | MRO 北陸放送       | 映像500mW/ 音声125mW | 映像3.4W/ 音声850mW | 水平偏波 | 石川県       | -                 | -          |
| 42                     | NHK 金沢総合       | 映像500mW/ 音声125mW | 映像3.4W/ 音声850mW | 水平偏波 | 石川県       | -                 | -          |
| 44                     | NHK 金沢教育       | 映像500mW/ 音声125mW | 映像3.4W/ 音声850mW | 水平偏波 | 全国         | -                 | -          |

- 珠洲中継局と共に、全国より1年前倒しで2010年7月24日正午にアナログ放送が完全停波、この日をもってすべて廃止された。
- 後発局であるKTKテレビ金沢とHAB北陸朝日放送は、珠洲基幹中継局以外の珠洲市内中継局を置かないまま廃局を迎えた。
- 珠洲狼煙（のろし）局は、2004年8月に｢アナアナ変換｣が実施された。なお、赤数字chは、アナアナ変換前のチャンネル。
- テレビ放送チャンネルの移行（現行波の停波）について - 総務省北陸総合通信局・2004年8月20日プレスリリース（平成16年度報道資料）
- 珠洲狼煙テレビ中継局のチャンネル変更について〜地上デジタル放送の開始に向けたアナログ周波数変更対策〜 - 総務省北陸総合通信局・2004年6月23日プレスリリース（平成16年度報道資料）